# Anton Agius
Anton Agius (Rabat, 1 de desembre de 1933 - Msida 19 d'octubre de 2008) va ser un reconegut escultor Maltés, conegut com l'Escultor Nacional.
Agius va estudiar art entre 1951 i 1953 a la Malta Society of Arts, Manufacture and Commerce i posteriorment a l'Escola de Govern de les Arts. El 1957 va guanyar una beca a Roma proposada pel Govern de Malta, on va estudiar a la Scuola Internazionale del Artistica dell'Associazione nu, a l'Acadèmia de Belles Arts i en la Scuola delle Art ornamental. Agius va estudiar al St Martin's School of Art de Londres, on va obtenir el Diploma Nacional de Disseny, Modelat, Escultura i Lletres de tall. Sobre la seua experiència a l'estranger, Agius va dir: "Mai em vaig sentir inferior a estudiants de diversos països. Més aviat eI més preparat". Fou mestre en l'escola secundària, professor de la Universitat de Malta i membre de la Junta d'Estètica de Malta.
En 2011 el President de Malta va inaugurar una escultura de l'escultor maltés Joseph Scerri a la seua memòria a la zona coneguda com a l-Ghalqa ta’ Kola transformada en una zona d'aparcament per als visitants de la Mdina i Rabat.

## Premis
Anton Agius va ser guardonat amb diversos premis pel nivell artístic assolit, incloent el Primer Premi dels Drets Humans Exposició d'Art llançat el 1968 al Museu Nacional de Malta, el Premi al Mèrit per Associació Cultural Amici di Pa Florència el 1979, el premi d'Artista de l'Any el 1980 i el Targa d'Oro el 1982 atorgat per l'Associació Cultural Aartistica Nazionale d'Itàlia. El 1999 se li va atorgar el Primer Premi en l'Internacional de Malta Biennal d'Art. Va ser precisament el 7 de febrer de 1999 al Museu Wignacourt a Rabat, en la inauguració d'una exposició representat 50 anys de treball de l'escultor Anton Agius, el President de Malta Ugo Mifsud Bonnici, el discurs que havia fet a Anton Agius títol honorífic de "escultor nacional". Això es deu al fet que Agius va posar en marbre i bronze esdeveniments importants de la història de Malta. El 2005, se li va donar el tribut República Agius.
Agius ha participat en nombroses exposicions a Malta, Londres, Edimburg, Itàlia i Lituània. Les seues obres es troben també en col·leccions privades en diverses parts del món. Tot i que el nucli de la seua creativitat artística es va centrar en monuments i escultures en fusta, va ser també un dissenyador de segells de correus, dissenyador i decorador d'esglésies, ceramista i treballador de medallons.

## Monuments
Entre els monuments realitzats per Anton Agius s'inclouen: 
- Monument als treballadors de Malta, a Msida[1]
- Monument al Sette Giugno 1919, a La Valletta[1]
- Monument a Dun Mikiel Scerri and Friends 1799, a La Valletta[1]
- Monument a la Llibertat, a Birgu[1]
- Monument de Manwel Dimech, davant de l'Auberg de Castella, il-Belt[2]
- Monument d'Anton Buttigieg, a Blata l-Bajda[2]
- Monument de Ġużè Ellul Mercer, Ħad-Dingli[2]
- Monument de Francis Ebejer, Ħad-Dingli
- Monument de Mikiel Anton Vassalli, a Zebbug
- Monument de Lorenzo Balbi i la seua esposa Carmela Ozzini, a Marsa
- Monument de Monsenyor Joseph De Piro, davant del Col·legi de Santa Àgueda, a Rabat[2]
- Monument de Paul Xuereb Howard Gardens, a Rabat
- Monument de Dun Ġorġ Preca a la Societat de Propietaris generals, Museu, a Blata l-Bajda

## Vida personal
Anton Agius es va casar amb María Luisa i va tindre tres fills, dos dels quals van morir. Agius va patir molt en la seua vida. En una entrevista quatre anys abans de la seua mort, va dir: "La naturalesa ha estat massa dura amb mi." Dos dels seus fills van néixer amb problemes mentals i físics. Sempre va viure a Rabat on va néixer i era aficionat als gossos i als ocells.